# Daniel Toribio Aquino
Daniel Toribio Aquino Antúnez (Chajarí, 9 giugno 1965) è un allenatore di calcio ed ex calciatore argentino, di ruolo attaccante.
È il padre di Daniel Aquino Pintos, a sua volta calciatore.

## Palmarès

### Giocatore

#### Individuale
- Trofeo Pichichi (Segunda División): 2

1992-1993 (19 gol), 1993-1994 (26 gol)